# Paragalepsus toganus
Paragalepsus toganus es una especie de mantis de la familia Tarachodidae.

## Distribución geográfica
Se encuentra en Sierra Leona y Togo.